# サンティアゴ・コルデロ
- サンティアゴ・コルデーロ

サンティアゴ・コルデロ（Santiago Cordero、1993年12月6日 - ）は、アルゼンチン・ブエノスアイレス出身のラグビー選手。ユナイテッド・ラグビー・チャンピオンシップ、コナート所属。

## プロフィール
- アルゼンチン・ブエノスアイレス出身。
- ポジションはウィング(WTB)、フルバック(FB)。
- 身長 182cm、体重 92kg
- U20アルゼンチン代表に選ばれたことがある[1]。
- アルゼンチン代表キャップは53(2024年10月現在)でラグビーワールドカップ2015のアルゼンチン代表に選ばれた[2]。
- バーバリアンズに選ばれたことがある[3]。

## 略歴
パンパスXV、ハグアレス、エクセター・チーフスを経て、2019年、ボルドーに加入。 
2023年、コナートに加入。